# Merlin Santana
Merlin Thomas Santana (* 14. März 1976 in New York City, New York; † 9. November 2002 in Los Angeles, Kalifornien) war ein US-amerikanischer Filmschauspieler und Musiker.

## Leben

### Kindheit und Jugend
Merlin Santana wurde im New Yorker Stadtteil Washington Heights geboren; seine Eltern waren aus der Dominikanischen Republik in die USA eingewandert, um sich so ein besseres Leben zu ermöglichen. Santana wurde katholisch erzogen und sollte vor allem auf Druck seiner Mutter, die sein Talent erkannte, eine Karriere im Filmbusiness beginnen, um so den gefährlichen Straßen in New York City zu entgehen.

### Karriere
Bereits im Alter von drei Jahren stand Santana 1979 als Model für eine Fastfood-Kette vor der Kamera, dem 1985 eine Statistenrolle in The Purple Rose of Cairo von Regisseur Woody Allen folgte. Der eigentliche Durchbruch als Schauspieler folgte erst 1991, als Gastdarsteller in zwei Episoden der Fernsehserie Major Dad. Ebenfalls fördernd war sein Mitwirken in sieben Episoden der Bill Cosby Show zwischen 1991 und 1992. Santanas Filmschaffen konzentrierte sich überwiegend auf Fernsehserien, darunter Moesha, New York Cops – NYPD Blue oder JAG – Im Auftrag der Ehre. Der bekannteste Spielfilm, in dem Santana zu sehen war, war der 2002 produzierte Actionfilm Showtime an der Seite von Eddie Murphy und Robert De Niro.
1999 versuchte es Santana kurze Zeit als Musiker, doch wurden die drei CDs, die er produzierte, nicht veröffentlicht.

### Mord
Am Morgen des 9. November 2002, gegen 2:30 Uhr, saß Santana mit einem anderen Mann auf einem Parkplatz im Süden von Los Angeles in seinem Auto. Plötzlich näherte sich eine Person dem Fahrzeug und gab mehrere Schüsse ab – die Polizei ermittelte später sechs Einschusslöcher. Der Beifahrer wurde schwer verletzt, doch Merlin Santana starb trotz sofort herbeigerufener Hilfe noch am Ort des Geschehens. Er wurde nur 26 Jahre alt und am 18. November 2002 auf dem Saint Raymond’s Cemetery im New Yorker Stadtbezirk The Bronx bestattet. 
Merlin Santana hinterlässt zwei Töchter. 
Ihm zu Ehren wurde eine Straße in Detroit im US-Bundesstaat Michigan benannt.

### Verfahren
Die Polizei nahm bald darauf drei Personen fest, die mit dem Mord an Merlin Santana etwas zu tun hatten. Der zur Tatzeit 19-jährige Damien Andre Gates wurde im Februar 2004 wegen Mordes zu lebenslanger Haft ohne die Möglichkeit einer Begnadigung und vorzeitiger Haftentlassung verurteilt. Dessen Komplize, der 23 Jahre alte Brandon Douglas Bynes, bekam wegen Totschlags eine Freiheitsstrafe von 23 Jahren. Beide hatten von Gates damaliger erst 15-jähriger Freundin Monique King erfahren, dass Santana sie vergewaltigt hätte. Wie die Ermittler jedoch herausfinden konnten, hatte King die Vergewaltigung erfunden. Das Mädchen hatte zu Unrecht angenommen, dass Gates und Bynes Santana lediglich überfallen, im schlimmsten Fall niederschlagen würden. In Wahrheit ermordeten die beiden Männer den Schauspieler. Monique King wurde ebenfalls im Februar 2004 zu acht Jahren Haft in einer Jugendstrafanstalt verurteilt.

## Filmografie (Auswahl)
- 2002: Showtime (Showtime)